# Apterichtus
Genre
Apterichtus est un genre de poissons téléostéens serpentiformes.

## Liste d'espèces
Selon FishBase & WRMS :
- Apterichtus anguiformis (Peters, 1877)
- Apterichtus ansp (Böhlke, 1968)
- Apterichtus australis McCosker & Randall, 2005
- Apterichtus caecus (Linnaeus, 1758)
- Apterichtus equatorialis (Myers & Wade, 1941)
- Apterichtus flavicaudus (Snyder, 1904)
- Apterichtus gracilis (Kaup, 1856)
- Apterichtus gymnocelus (Böhlke, 1953)
- Apterichtus kendalli (Gilbert, 1891)
- Apterichtus keramanus Machida, Hashimoto & Yamakawa, 1997
- Apterichtus klazingai (Weber, 1913)
- Apterichtus monodi (Roux, 1966)
- Apterichtus moseri (Jordan & Snyder, 1901)
- Apterichtus orientalis Machida & Ohta, 1994

Selon ITIS :
- Apterichtus anguiformis (Peters, 1877)
- Apterichtus ansp (Böhlke, 1968)
- Apterichtus caecus (Linnaeus, 1758)
- Apterichtus equatorialis (Myers & Wade, 1941)
- Apterichtus flavicaudus (Snyder, 1904)
- Apterichtus gracilis (Kaup, 1856)
- Apterichtus gymnocelus (Böhlke, 1953)
- Apterichtus kendalli (Gilbert, 1891)
- Apterichtus keramanus Machida, Hashimoto & Yamakawa, 1997
- Apterichtus klazingai (Weber, 1913)
- Apterichtus monodi (Roux, 1966)
- Apterichtus moseri (Jordan & Snyder, 1901)
- Apterichtus orientalis Machida & Ohta, 1994